# پائپ تون

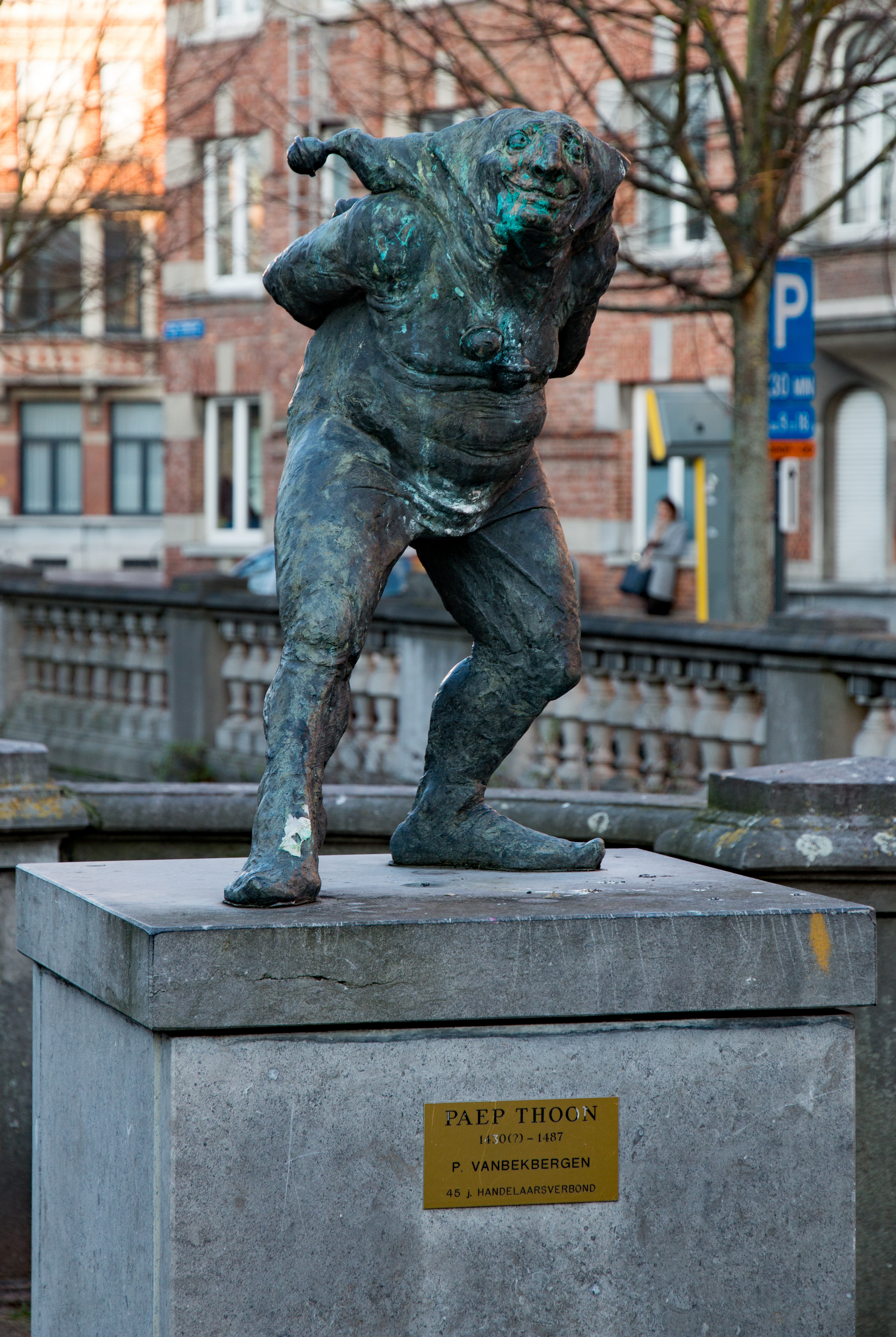
پیپ تون با کلاه طنازی، مجسمه‌ای در لوون

پائپ تون (به هلندی: Paep(e) Thoon) یک شخصیت تاریخی محبوب در شهر لوون، در هلند بورگوندی است که در قرن ۱۵ می‌زیست.  داستان‌های متعددی در مورد او منتشر شده است. از او مجسمه‌ای در شهر لوون، بلژیک نصب شده است.

## نام
نام اصلی او آنتون وندر فالیزن (Anthoon vander Phalizen) و یا به لاتین آنتونیوس فالیسوس (Antonius Phalesius) بود. نام Paep به این واقعیت اشاره دارد که او فرزند یک کشیش بود. تون نیز به نام کوچک او آنتون اشاره دارد. 

## زندگی
تون فرزند جان واندر فالیزن، کشیش کلیسای سنت پیتر در لوون بود. او در قرن ۱۵ زندگی می‌کرد. تنها تاریخ مشخص از زندگی او سال ۱۴۳۴ است که در آن پدرش حقوق سالانه به او پرداخت کرد. تون احتمالا قوز کمر داشته است. تون در کلیسای سنت پیتر  نوازنده ارگ و کاریونر بود. او با شوخی‌هایی که در شهر انجام می‌داد معروف شد. وقتی شوخی‌های او خیلی مورد توجه قرار گرفت، یک قاضی در لوون او را به لیژ تبعید کرد. قاضی حکم داد که تون هرگز پا در خاک لوون نگذارد.
اما تون با اسب و گاری به لوون بازگشت. کفش‌هایش با گِل لیژ پوشانده شده بود و از نگهبان شهر خواست که اجازه دهد از دروازه وارد شود. ورود او باعث ازدحام جمعیت شد. قاضی نیز از این قضیه با خبر شد و به آن‌جا آمد. پس از آن بود که تون با صدای بلند فریاد زد که پاهایش از گل پوشیده شده است و از نظر فنی پا در خاک لوون نمی‌گذارد. قاضی که احتمالاً برای این نوع مسائل خیلی شلوغ بود، قبول کرد و اجازه داد او به عنوان یک دلقک در لوون زندگی کند. داستان‌های زیادی در پی این رویداد وجود دارد که بیشتر درباره نحوه شوخی او با دانشجوهای دانشگاه است.
تون آرزو می‌کرد که به‌صورت ایستاده زیر آب‌پران کلیسای سنت پیتر دفن شود. به این ترتیب او دیگر هرگز تشنه نخواهد شد. در واقع هیچ‌کس نمی‌داند کجا دفن شده است. 

## مجسمه
در سال ۱۹۶۱، در شهر لوون، بلژیک یک مجسمه برنزی از پائپ تون در بروسلزاستریت نصب شده است. پیتر ونبکبرگن این مجسمه را ساخته است. 